# Colméia
Colméia is een gemeente in de Braziliaanse deelstaat Tocantins. De gemeente telt 11.523 inwoners (schatting 2009).